# لورن نلسون
لورن نلسون (انگلیسی: Lauren Nelson؛ زادهٔ ۲۶ نوامبر ۱۹۸۶) گوینده اخبار و ملکه زیبایی اهل آمریکا است.
او در سال ۲۰۰۷ به نمایندگی از اوکلاهما برنده دوشیزه آمریکا شد.